# Ray-Ban Stories

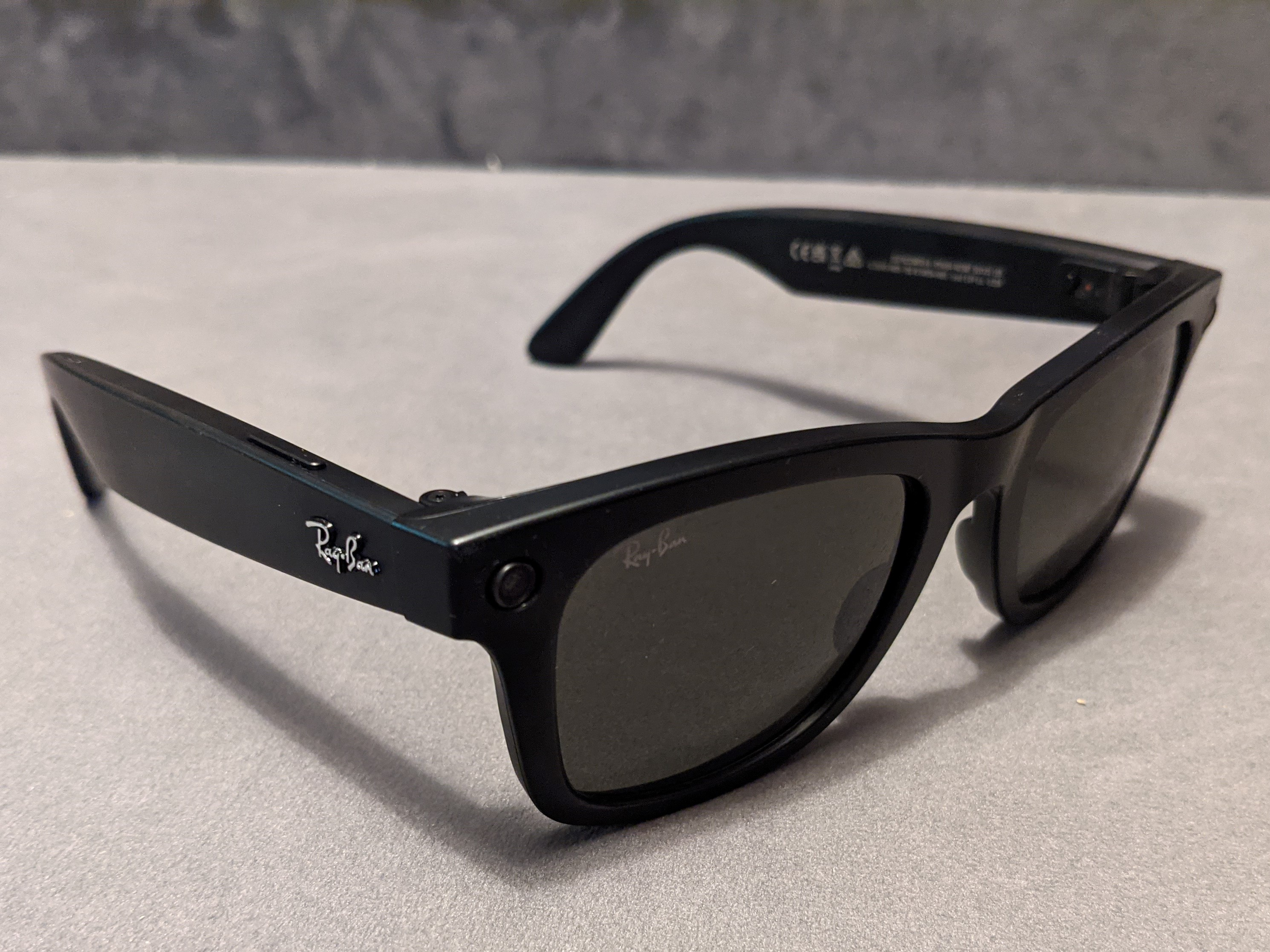
Ray-Ban Stories

Ray-Ban Stories jsou chytré brýle, které byly uvedeny na trh 9. září 2021. Vznikly při spolupráci sociální sítě Facebook a společnosti EssilorLuxottica, která od roku 1999 vlastní značku Ray-Ban. Umožňují uživateli natáčet videa, fotit, poslouchat hudbu nebo telefonovat. Na rozdíl od podobných brýlí, jako jsou například Google glass, nemají zabudovaný displej a postrádají i prostorový zvuk.

## Vzhled
Ray-Ban Stories se vyrábějí ve třech základních modelech: Round, Wayfarer a Meteor. Každý z těchto typů je k dostání v několika barevných variantách s různými typy čoček, jako například sluneční, přechodové, filtrující modré světlo anebo dioptrické. Jejich cena při uvedení na trh byla 299 USD.

## Technické vybavení
Brýle jsou vybaveny dvěma fotoaparáty (5MPx), které umožňují pořídit fotografie s rozlišením 2592 × 1944 pixelů a zaznamenávat až 30sekundová videa s rozlišením 1184 × 1184 pixelů. Fotoaparáty se ovládají buď stisknutím tlačítka, nebo hlasovým příkazem. Hlasový asistent však funguje pouze na příkazy pro pořízení fotografie či videa, tudíž například hlasitost hudby pomocí hlasového příkazu ovládat nelze. Pořízené fotografie se ukládají do mobilního telefonu pomocí aplikace Facebook View, která je dostupná jak pro IOS, tak pro Android. Pro rychlejší přenos dat do telefonu, se kterým se spárují pomocí Bluetooth, využívají brýle technologii Wi-Fi. Brýle dále obsahují tři zabudované mikrofony, které jsou schopny zaznamenat zvuk ve všech směrech a při telefonování odstranit šum z okolí. V obroučkách brýlí je zabudován touchpad pro ovládání hlasitosti zvuku a reproduktory, které umožňují přehrávat hudbu a telefonovat. Zabudovaná je také flash paměť o velikosti 4 GB. S touto kapacitou paměti může být v brýlích uloženo až 35 30sekundových videí nebo 500 fotografií. Baterie, která vydrží až 3 hodiny aktivního používání se dobíjí se pomocí pouzdra, které by mělo brýle nabít až třikrát a poskytnout dodatečné nabytí 32 hodin. Pouzdro se pak nabíjí pomocí USB-C kabelu.

## Ochrana soukromí
Brýle se setkaly s velkou kritikou ohledně narušování soukromí. Jediným indikátorem, že uživatel brýlí natáčí video, nebo fotí své okolí jsou pouze LED diody, které se nacházení vedle obou fotoaparátů. Tyto diody jsou malé a lehce přehlédnutelné zvlášť na denním světle. Facebook byl na takovou kritiku připraven a společně s brýlemi vydal návod na jejich používání, tak aby uživatel neobtěžoval a nenarušoval soukromí svého okolí. Přesto irská a italská komise pro ochranu údajů po Facebooku požadovaly, aby provedl komplexní testování a prokázal, že jsou LED kontrolky postačující pro upozornění, že uživatel brýlí danou situaci natáčí. Stories jsou navíc na první pohled těžce rozeznatelné od klasických brýlí značky Ray-Ban, tím pádem jsou pro okolí od normálních brýlí těžko rozeznatelné na rozdíl od konkurenčních chytrých brýlí Spectacles, které vyrábí společnost Snap Inc., u kterých jsou kamery vidět zřetelně.
Facebook ochranu soukromí konzultoval s různými organizacemi. Jednou z nich byla National Consumers League, která Facebooku mimo jiné doporučila, aby brýle při zakrytí diod například lepicí páskou přestaly fungovat a aby se u Ray-ban Stories odlišil design tak, aby okolí brýle lépe rozeznalo od brýlí klasických. Ani jedno z těchto doporučení však realizováno nebylo.